# Университет Острова Принца Эдуарда
Университет острова Принца Эдуарда, сокращенно UPEI — государственный университет в провинции Остров Принца Эдуарда в Канаде. Находится в Шарлоттауне.
Был создан в 1969 году в соответствии с законом провинциального парламента в результате слияния Колледжа принца Уэльского и университета Святого Дунстана. Университетский кампус расположен на месте бывшего университета Святого Дунстана в Шарлоттауне.
В UPEI четыре факультета :
- Факультет искусств[3]
- Педагогический факультет[4]
- Факультет естественных наук[5]
- Атлантический ветеринарный колледж[6]

В дополнение к этим факультетам в университете также имеются Школа бизнеса и Школа медсестёр и медбратьев.

## Президенты
- Рональд Джеймс Бейкер (1969—1978)
- Питер Майнке (1978—1985)
- Чарльз Уильям Джон Элиот (1985—1995)
- Элизабет Роллинз Эпперли (1995—1998)
- Уэйд Маклохлан (1999—2011)
- Алаа Абд-Эль-Азиз (2011—2021)
- Григорий Киф (2021—2024)
- Венди Роджерс (с 2024 года).

В 2015 году первые пять президентов получили почётное звание «Основатель университета».